# St. Louis-blues (muziekstijl)
St. Louis-blues is een type bluesmuziek, waarbij de piano een voornamere rol speelt dan bij andere blues. Deze muziekstijl is verwant met jumpblues, ragtime en pianoblues. In een typische bezetting treden enkele zangers op en een pianist, begeleid door een ritmesectie. 
De culturele herkomst van het muziekgenre ligt, zoals de naam doet vermoeden, in Saint Louis, Missouri. In de jaren vijftig werd het genre mainstream. 

## Muzikanten binnen dit genre
- Jelly Roll Anderson
- Chuck Berry
- Henry Brown
- Olive Brown
- Teddy Darby
- Walter Davis
- Tommy Dean

- Leothus Lee Green
- James "Stump" Johnson
- Johnnie Johnson
- Lonnie Johnson
- Charley Jordan
- George "Daddy Hotcakes" Montgomery
- Robert Lee McCollum (Robert Nighthawk)

- Yank Rachell
- Aaron "Pinetop" Sparks
- Henry Spaulding
- Bennie Smith
- Roosevelt Sykes
- Henry Townsend
- Joe Lee Williams